# Jet (musikgrupp)
Jet är ett före detta rockband från Melbourne, Australien, som var aktivt under åren 2001–2012.
Gruppens debutalbum Get Born gavs ut 2003 och såldes i över 3,5 miljoner exemplar. Det innehåller bland annat låtarna "Are You Gonna Be My Girl", "Roller DJ" och "Look What You've Done". Den 7 augusti 2006 släpptes "Put Your Money Where Your Mouth Is" som första singel från deras andra album Shine On, som kom ut i oktober samma år. Titellåten är skriven av sångaren Nic Cester och tillägnades dennes pappa, som avled i cancer under inspelningen av albumet.

## Bandmedlemmar
- Nic Cester – gitarr, sång, piano, tamburin (2001–2012)
- Cameron Muncey – gitarr, sång, bakgrundssång (2001–2012)
- Chris Cester – trummor, slagverk, sång, gitarr (2001–2012)
- Mark Wilson – elbas, keyboard, munspel, bakgrundssång (2002–2012)

### Före detta bandmedlemmar
- Doug Armstrong – bas (2001–2002)
- Jason Doukas – keyboard (2001)

### Turnémedlemmar
- Stevie Hesketh – keyboard, slagverk (2004–2008)
- Louis Macklin – keyboard, slagverk (2009–2012)

## Diskografi
- 2003 – Dirty Sweet EP
- 2003 – Get Born
- 2004 – Rare Tracks
- 2006 – Shine On
- 2006 – Shine On EP
- 2009 – Shaka Rock